# Verfassungstag (Norwegen)

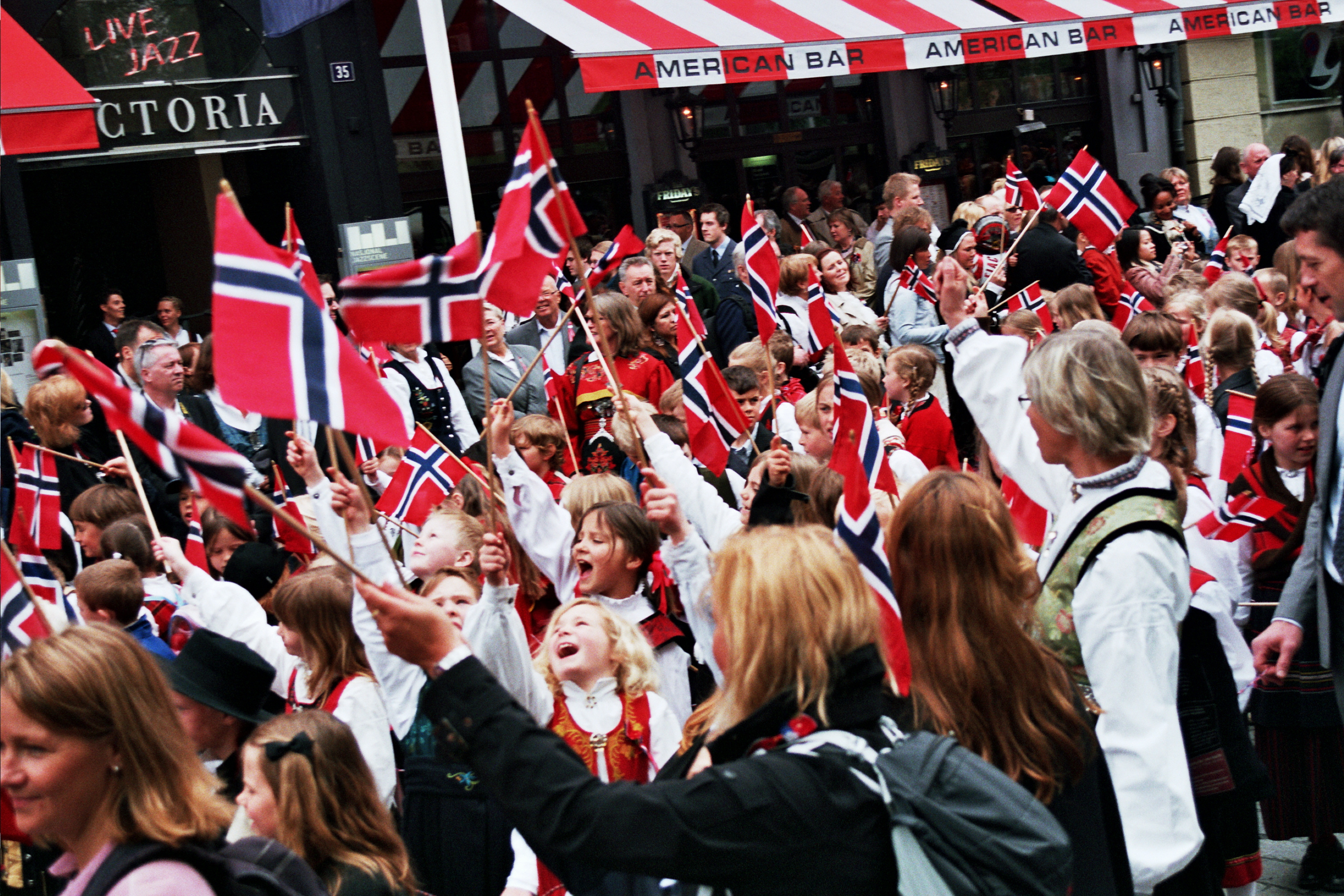
Kinder feiern den 17. Mai in Oslo im Jahr 2010

Der Verfassungstag (norwegisch grunnlovsdag) in Norwegen ist der 17. Mai und hat die Funktion eines Nationalfeiertages. Gefeiert wird die Verabschiedung von Kongeriket Norges Grunnlov ‚Grundgesetz des Königreichs Norwegen‘ am 17. Mai 1814 in Eidsvoll.

## Die Anfänge
In den ersten Jahren nach 1814 war der 17. Mai kein besonders gefeierter Tag. Henrik Wergeland spielte zwar eine besondere Rolle in der Entwicklung des 17. Mai zum Verfassungstag, aber Pioniere waren andere. Nach einigen zaghaften Versuchen, den Tag beim Zehnjahresjubiläum 1824 zu einem inoffiziellen Festtag zu machen, gelang es der Initiative des Journalisten Matthias Conrad Peterson, in den folgenden Jahren in Trondheim einen solchen Festtag zu organisieren. Aber in den meisten Städten blieb er ein Tag wie jeder andere. Die Veranstaltungen waren noch sehr lokal und begrenzt. Das galt auch für Wergeland. 1826 schrieb er lediglich das Gedicht „Den syttende Mai“ in Morgenbladet. 1829 schrieb er „Sang i Studentersamfundet den 17de Mai“ in der Zeitung Patrouillen und Phantasmer im gleichen Jahr und anderes mehr. Aber er förderte zwischen 1830 und 1832 in Eidsvoll und im ganzen Romerike die Begehung dieses Tages, danach auch in Christiania 1833 und 1835 bis 1837. 1833 kam es zu seiner großen Festrede anlässlich der Enthüllung eines Denkmals für Staatsrat Christian Krohg am 17. Mai. Danach kümmerte er sich im Studentenverband mehr um die öffentliche Gestaltung des Tages. Aber es waren verschiedene Eliten, die die entscheidende Rolle bei der Etablierung der Tradition spielten: Jonas Anton Hielm, Henrik Anker Bjerregaard, die Pfarrer Georg Prahl Harbitz, Iver Hesselberg, Hans Riddervold, Anton Martin Schweigaard und Frederik Stang. Diese verfassten am 12. Mai 1836 einen Aufruf in Den Constitutionelle, „an den Tag und den Ort, an dem die Verfassung gegeben wurde, zu erinnern.“ Aber zur Traditionsbildung bedarf es nicht nur Initiatoren, sondern auch Teilnehmer. In den 1830er Jahren klagte Wergeland häufig in Artikeln darüber, wie viele sich doch nicht der Mühe unterzogen, den Verfassungstag zu feiern. Noch 1836 mokierte er sich über viele Orte, die mit unverzeihlichem Stumpfsinn es unterließen das Fest der Nation zu feiern. Das Storting arrangierte die erste 17. Mai-Feier im Jahr 1836, und seit diesem Tag wird der 17. Mai als Norwegens Nationalfeiertag angesehen.

## Torvslaget

### Vorgeschichte
1829 war der 17. Mai in Christiania umfassend gefeiert worden. Im Neuen Theater wurde der Prolog von Bjerregaards Folkefesten den 17de Mai aufgeführt. Das Bühnenbild zeigte einen Phönix, der aus der Asche stieg. Alle Schiffe im Hafen waren über die Toppen geflaggt. Überall waren Kanonenschüsse und Hurra-Rufe zu hören. Alle Mitglieder des Stortings hielten ein festliches Mittagsmahl in den Räumlichkeiten des Stortings. Denn damit erhielt die Feier öffentlichen Charakter. Dies irritierte den König Karl Johan von Schweden, obgleich die Toasts auf die Verfassung, den König und die königliche Familie ausgerufen wurden. Auch die Studentenschaft hielt ein festliches Mittagsmahl und setzte dann die Feier anderweitig fort. Gegen 10:00 Uhr abends zog man in die Stadt. Der König hatte darin separatistische Tendenzen gesehen und die Feiern zum 17. Mai verboten. Solche Feiern widerstritten der öffentlichen Ordnung und dem Anstand und gäben Veranlassung zu öffentlicher Unruhe. Damit spielte er auf die Befugnis an, die öffentliche Ordnung auch gewaltsam wiederherzustellen. So wurden in dem Erlass die öffentlichen Funktionsträger ausdrücklich aufgefordert, mit ganzer Strenge des Gesetzes gegen solche öffentlichen Feiern vorzugehen. Besonders wandte er sich an das Storting und warnte ausdrücklich vor einer Teilnahme an einer solchen Veranstaltung.

### Der 17. Mai 1829
1829 kam es in Christiania zu einem Zwischenfall mit militärischem Einsatz, der als Torvslag ‚Marktschlacht‘ in die Geschichte einging.
Eine öffentliche Feier war nicht geplant gewesen, aber die Studenten luden zu einer eigenen geschlossenen Festveranstaltung mit Voranmeldung ein. Der entsprechende Aushang wurde von den Behörden unverzüglich entfernt. Das Universitätskollegium warnte vor der Feier, aber die Studenten folgten der Warnung nicht. Sie beschränkten sich darauf, die Feier diskreter zu gestalten. Sie verteilten Zettel mit der Aufschrift „17. Mai“ und schrieben das auch auf Türen und Begrenzungssteine. Das Schiff Constitutionen ‚Verfassung‘, das regulär am 17. Mai einlaufen sollte, sollte in Frederiksvern, heute Stavern bei Larvik, warten, um demonstrative Hurra-Rufe zu vermeiden, und statt seiner das Schwesterschiff Prinds Carl einlaufen. Der Polizeidirektor forderte einen Händler persönlich auf, seine 17.-Mai-Westen nicht mehr öffentlich anzubieten. Die Polizei sollte mit Schlagstöcken bewaffnet in der Nacht zum 17. Mai in den Straßen patrouillieren.
Der folgende 17. Mai war ein Sonntag mit gutem Wetter. Es geschah zunächst nichts Ungewöhnliches bis zur Erleichterung der Bevölkerung am Nachmittag um 6:00 Uhr doch die Constitutionen einlief. Das Volk versammelte sich an der Tollbodbryggen und sang unter Hurra-Rufen eine Stunde lang. Der Polizeidirektor, der Stiftamtmann Valentin Sibbern und der Statthalter waren auch dort, griffen aber nicht ein, obgleich später diese Situation bereits als „Unruhe“ und Verstoß gegen die öffentliche Ordnung bezeichnet wurde. Aber es gingen verdeckte Ermittler umher und notierten sich die Personen, deren Verhalten als besonders gesetzwidrig betrachtet wurde. Ein spontaner Zug ging die Tollbodgaten entlang, und einige Studentenführer versuchten vergeblich, die Teilnehmer am Singen und Hurra-Rufen zu hindern. Die Gruppe zog bis zur Øvre Slottsgaten, wo an der Ecke das Haus des Studentenverbandes stand. Die Studenten gingen hinein und feierten dort unter sich, während die Menge von der Øvre Slottsgate zum Markt zog, um die 100 Menschen, wo einige Straßenjungen den Statthalter provozierten, indem sie Hurra riefen, sobald er ihnen den Rücken zuwandte. Es war der erste eigentliche 17.-Mai-Umzug in der Hauptstadt. Der Zug ging zunächst durch die östlichen Vororte, von Storgata nach Vaterland, von da zum heutigen Lilletorget, danach zurück über die heutige Karls XIIs gate zur Lille Strandgate am Rathaus vorbei durch die Kongensgate nach Grenden und zum Markt. Es war 10:00 Uhr geworden, und die Polizei forderte die Leute auf, nach Hause zu gehen. Als die Leute blieben, kam der ganze Magistrat zum Markt, und gegen 11:00 Uhr verlas der Bürgermeister das königliche Versammlungsverbot. Dann verließen er, seine Kollegen und der Stiftsamtmann den Markt. Da war der Militäreinsatz offenbar schon befohlen. Um diese Zeit hielten sich etwa um die 400 Personen auf dem Markt auf, die sich abwartend und passiv verhielten. Die meisten hatten die Verlesung des Versammlungsverbotes gar nicht gehört.
Eine Reitertruppe unter dem Kommando von Leutnant Morgenstierne ritt auf Befehl des Chefs der Kavallerie Generalmajor Ferdinand Wedel-Jarlsberg in geschlossener Reihe und erhobenem Säbel um 11:00 Uhr abends zur Kirkegata und von da weiter zur Kirche. Morgenstierne hatte die Order, die Volkshaufen auf verschiedenen Seiten des Marktplatzes auseinanderzutreiben. Bei Widerstand sollte vom Säbel Gebrauch gemacht werden. Einige Bürger gerieten unter die Pferde, andere, Frauen und Kinder, wurden auf Steinhaufen am Marktplatz getrieben, die dort als Baumaterial lagen. An der Kirche hielten die Reiter an, und ihr Kommandant befahl, die Säbel niederzuhalten. Die Reitergruppe ritt anschließend quer über den Marktplatz und anschließend in Richtung der Steinhaufen, weiter die Møllergata und Grensen hinauf. Nun kam auch eine Abteilung Jäger zu Fuß. Der Einsatz unmittelbarer Gewalt hielt sich in Grenzen, obgleich einige Demonstranten verletzt wurden. Aber die Jägerkompanie hatte ihre Gewehre mit scharfer Munition durchgeladen. Doch wurden nur die Gewehrkolben eingesetzt.
Später kam es zu mehr als 30 Anzeigen von Bürgern wegen des überzogenen Militäreinsatzes. Es handelte sich um Leute, die zufällig von einer Gesellschaft kamen und in Unkenntnis des Geschehens den Markt auf dem Weg nach Hause überqueren wollten und nun vom Militäreinsatz getroffen wurden.

## Volksfeste
Das politische Klima nach dem militärischen Einsatz 1829 zwang die Feiern des Verfassungstages in unorganisierte Formen.
In Folkebladet von 1831 findet sich eine Schilderung, wie damals der 17. Mai in Eidsvoll gefeiert wurde: Am Nachmittag hätten sich die freien Odalsbauern versammelt, aber erst, als den Bediensteten von ihrer schweren Arbeit frei gegeben worden sei. Ein großes Boot auf dem Fluss mit norwegischer Flagge geschmückt habe Salutschüsse in alle Richtungen abgefeuert und so die Odalsbauern des Nachbarortes Nes zum Kommen aufgefordert. Das sei am Strand mit einem Chor mit sechs Klarinetten, Gong und Trommeln beantwortet worden, der gespielt und die Nationalhymne gesungen habe. Es seien 50 Teilnehmer gewesen, als Bretter und Teertonnen entzündet worden seien. Mädchen und Jungen des Ortes hätten sich zum 17.-Mai-Spiel versammelt und getanzt. Es seien viele würdige und schöne Toasts ausgerufen worden, es habe schöne Musik gegeben, und man habe sich beglückwünscht. Alle hätten den Gemeinschaftsgeist, den Vaterlandssinn und den Freimut gespürt. In Christiania wurde ein Umzug gewaltsam verhindert.
Gewehrsalven und Salutschüsse gehörten damals noch zu solchen Feierlichkeiten und wurden erst 1870 abgeschafft. Die Berichte der damaligen Zeitungen vermitteln weniger eine Zusammenkunft der Odelsbauern als vielmehr eines bürgerlichen Picknicks. So blieb es auch das Jahrhundert hindurch. Es kamen zwar die Odalsbauern, aber die Honoratioren der Stadt nahmen nach der „Torvslaget“ 1829 nicht mehr daran teil. Nach 1832 weitete sich das Fest auf andere Städte aus und wurde zu einem Volksfest. Hauptsächlich Jugendliche zogen gruppenweise durch die Straßen. Es wurde auch von pöbelartigen Kravallen berichtet. Man konstatierte in der Presse eine Tendenz zur Proletarisierung des Festes. Der Alkohol floss offenbar reichlich. Wohlgekleidete Bürger seien als Teilnehmer oder auch nur als Zuschauer kaum noch zu sehen. Teilnehmer waren hauptsächlich Handwerksburschen, Dienstmädchen und junge Arbeiter, dazwischen auch Christianias Gassenjungen, die nur Spaß durch Provokationen haben wollten. 1829 bis 1832 wurde der 17. Mai im Wesentlichen von den unterprivilegierten Schichten getragen, und der Student Wergeland spielte dabei keine Rolle. Im Laufe der 30er Jahre trat eine gewisse Disziplinierung ein. Der Tag wurde mehr zu einem privaten gesellschaftlichen Ereignis ohne politische Tendenz, wie sie Wergeland gewollt hatte. Bei der Feier 1840 wurde erstmals eine norwegische Ruderregatta ausgerichtet, die vom Hafen nach Hovedøya und zurück ausgetragen wurde. In einem Leserbrief in Den Constitutionelle vom 20. Mai 1841 wurde erwähnt, dass ein paar Halbwüchsige gerufen hätten: „Hurra für den 17. Mai, auch für Henrik Wergeland, der den Tag eingeführt hat.“ Dies ist die früheste fassbare Erwähnung Wergelands als Begründer des Verfassungstages. Diese Regatta blieb in der Folgezeit lange erhalten.

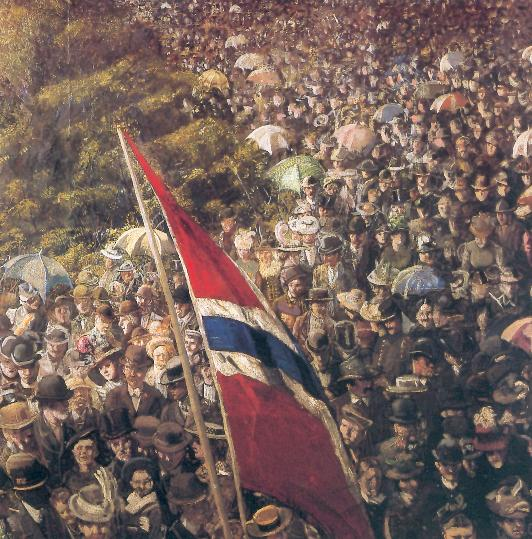
17. Mai 1893. Gemälde von Christian Krohg.

1844 wird erstmals von einem geordneten Umzug berichtet. Jede Korporation marschierte in Dreierreihen hinter ihrer Fahne her. Der 1841 gegründete Verein Handelens Venner hatte sich der Organisation angenommen. Dabei wurden auch Flaggen anderer Nationen zugelassen, deren in Christiania anwesenden Bürger der norwegischen Nation huldigen wollten. Im Bericht von Den Constitutionelle vom 19. Mai 1844 wird besonders erwähnt, dass die deutsche Delegation von der Gesellschaft Germania hinter der damals in Deutschland verbotenen schwarz-rot-goldenen Fahne marschierte. Da Wergeland unbedingt diesen Fahnenumzug sehen wollte, nahm er an der Kirkegata als Zuschauer daran teil und holte sich dabei einen Gesundheitsschaden, der ihm nach eigener Aussage letztlich den Tod brachte. Auch in anderen Städten wurde die spontane Volksbelustigung durch eine mehr organisierte Feier abgelöst. 1845 wurde der Festtag noch offizieller, indem Prinz Oscar, seine Frau Josephine und deren Tochter Prinzessin Charlotte Eugenie auf dem Balkon des Schlosses dem Umzug beiwohnten. Am Ende sang man auch ein Lied des Oberlehrers Tue über die Vereinigung mit Schweden, und man rief: «Leve Foreningen! Leve Norge». Es war also keinerlei separatistischer Unterton in dieser Veranstaltung. Diese Art, den Verfassungstag zu feiern setzte Maßstäbe für andere Städte. Wergeland war tief enttäuscht über diese Entpolitisierung des Verfassungstages.
Am 16. Mai 1836 sandte Staatsrat Jonas Collett dem König Karl Johan einen Rapport, dass die Mitglieder des Stortings am 17. Mai im Hotel du Nord in Christiania eine Feier abhalten würden. Das war für einen Einspruch des Königs zu spät. Das Besondere an dieser Feier war, dass an ihr alle Abgeordneten teilnahmen, während vorher, zum Beispiel 1833, nur die Beamtenfraktion im Hotel du Nord feierte, die Bauernopposition aber ausgeschlossen blieb, worüber in der Presse gespottet wurde. Drei Jahre später ging wieder jeder seinen Weg: Die Bauernopposition zur Feier des 17. Mai, die Beamtenfraktion zu einer Tauffeier beim Stortingspräsidenten Anton Wilhelm Sørensen.

## Die Feier heute

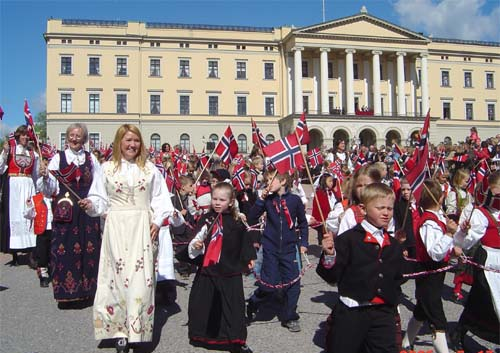
Umzug zum 17. Mai

Die Feiern des 17. Mai sind heute stark folkloristisch geworden. Meist werden sie von lokalen 17.-Mai-Komitees ausgerichtet. Militärparaden finden nicht statt. In den Orten werden Kinder- und Bürgerumzüge durchgeführt, an denen auch Musikkapellen teilnehmen. Nach dem Zug werden oft Spiele für Schulkinder veranstaltet und Eiscreme und Würstchen an sie verteilt. Der 17. Mai wird deshalb oft auch als Barnas dag ‚Tag der Kinder‘ bezeichnet. Überall, auch auf den Umzügen, wird die norwegische Flagge gezeigt und die Menschen gehen in festlicher Kleidung und, wer sie besitzt, in norwegischer Tracht.
Die spätere Beschränkung auf die norwegische Flagge führte auch zu Kritik im Hinblick auf die zahlreichen Einwanderer. Einzelne Kommunen hoben das Verbot fremder Flaggen auf. Oslo ließ 2007 die samische Flagge im Kinderumzug zu. Auch 2008 gab es in Oslo Streit über die Zulassung ausländischer Flaggen. In Sandefjord kam es 2006 zu einer Diskussion darüber, ob auch der indische Sari neben den norwegischen Trachten zugelassen werden solle.